# Tumulo di Camucia

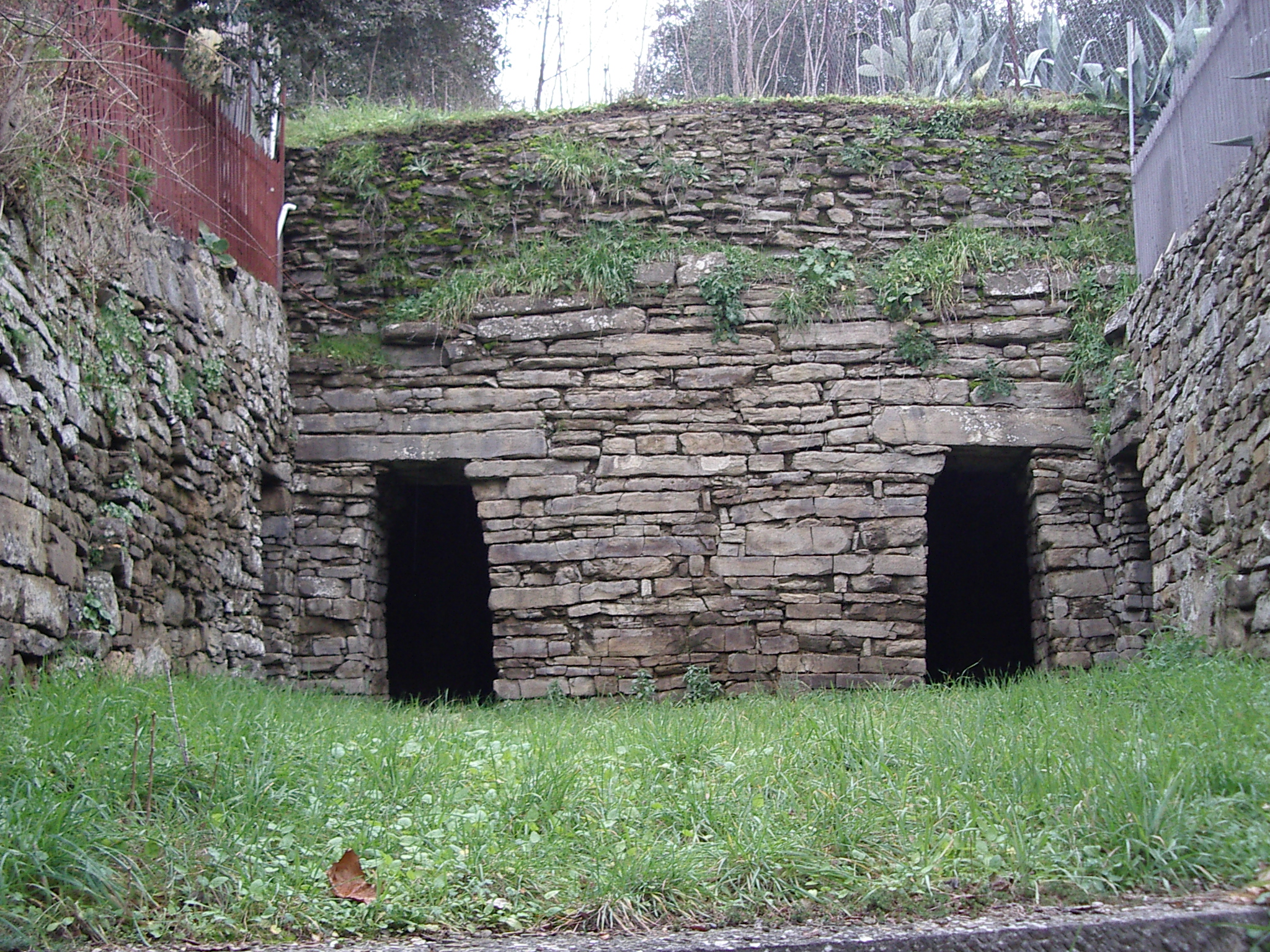
Ingresso alla tomba A

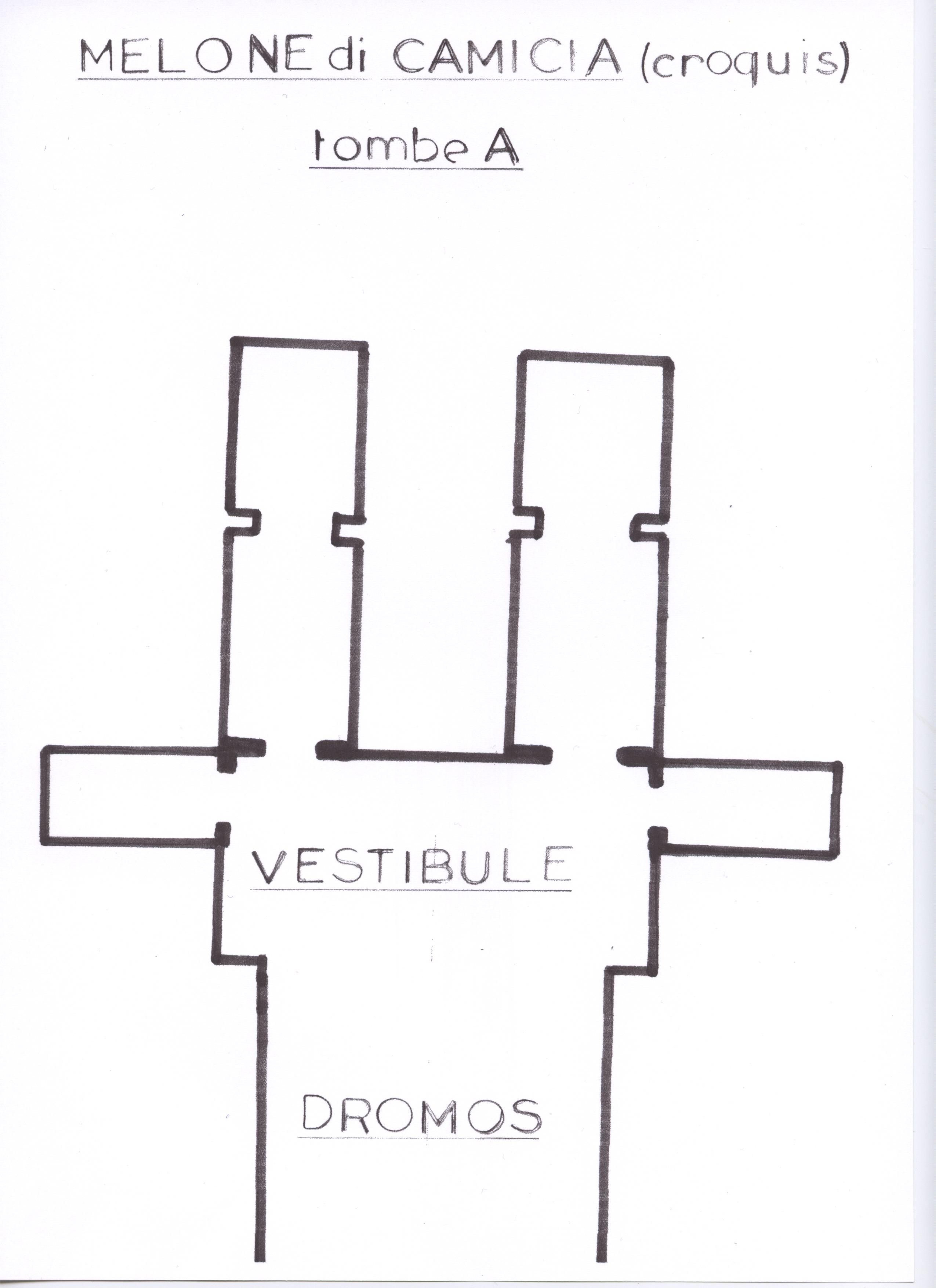
Pianta della tomba A

Il tumulo di Camucia è un sito archeologico situato a valle dell'abitato di Cortona, nella frazione di Camucia che gli dà il nome. L'area è gestita dal MAEC all'interno del parco archeologico di Cortona. È detto anche melone François, dal nome del suo scopritore, il francese Alessandro François, che lo scavò nel 1842.

## Storia e descrizione
Il tumulo, lungo via Lauretana, contiene due tombe e all'esterno si presenta come un'imponente collina. La tomba A ricorda la struttura di una casa antica con una pianta speculare, tanto che ciò ha fatto pensare alla sepoltura di due fratelli. Fu costruita verso la fine del VII secolo a.C. e in seguito riutilizzata, come dimostrano i materiali ritrovati e conservati al MAEC di Cortona. 
La tomba B, scavata nel 1964, è articolata attorno a un corridoio, con tre camere sepolcrali per lato e una cella terminale, come prolungamento del corridoio. I materiali più antichi rinvenuti sono databili tra la fine del VII secolo a.C. e gli inizi del VI secolo a.C.; frammenti di ceramica etrusca a figure rosse ne testimoniano il riutilizzo anche nel IV secolo a.C.